# Autobahnkreuz Kassel-Mitte
Das Autobahnkreuz Kassel-Mitte (Abkürzung: AK Kassel-Mitte; Kurzform: Kreuz Kassel-Mitte) ist ein Autobahnkreuz bei Kassel in Hessen. Hier kreuzen sich die Bundesautobahn 7 (Flensburg – Hannover – Füssen) (Europastraße 45) / Bundesautobahn 44 (Aachen – Kassel – Wommen) sowie die Bundesautobahn 49 (Kassel – Schwalmstadt – Frankfurt).

## Geographie
Das Kreuz liegt auf dem Gebiet der Stadt Kassel und der Gemeinde Lohfelden. Die nächstgelegenen Stadtteile sind Crumbach, Waldau, Erlenfeld und Forstfeld. Es befindet sich etwa 5 km südöstlich der Kasseler Innenstadt, etwa 40 km südwestlich von Göttingen und etwa 65 km nordwestlich von Eisenach.
Es befindet sich am westlichen Rand des Geo-Naturparks Frau-Holle-Land (Werratal.Meißner.Kaufunger Wald).
Das Autobahnkreuz Kassel-Mitte trägt auf der A 7 die Nummer 79 und auf der A 49 die Nummer 2.

## Ausbauzustand und Bauform
Die A 7 ist in diesem Bereich auf sechs Fahrstreifen ausgebaut, die A 49 ist vierstreifig. Alle Überleitungen sind einstreifig.
Das Kreuzungsbauwerk wurde in Form eines angepassten Kleeblatts errichtet. Stand 2020 ist die Linksabbiegung von der Ostseite der A 7 nach Kassel-Stadtmitte als separate indirekte Rampe entflochten ausgeführt.
Der nach Südost führende Zweig der A 49 ist rechtlich zwar Autobahn, funktionell jedoch eher eine Anschlussstelle; er bildet den zur A 7 zurückgebogenen Lohfeldener Rüssel, der 700 Meter nach dem Kreuz vor einer beampelten Kreuzung als Autobahn endet und dann in die Kasseler Emmy-Noether-Straße (Kreisstraße 9) übergeht. Dort sind die Zufahrten zum Gewerbegebiet „Am Lohfeldener Rüssel“ sowie zum gleichnamigen Autohof angebunden.

## Verkehrsaufkommen
Es ist ein vielbefahrener Straßenknotenpunkt in Hessen mit etwa 102 000 Fahrzeugen pro Tag im Jahr 2015.
| Von                         | Nach                           | Durchschnittliche tägliche Verkehrsstärke | Durchschnittliche tägliche Verkehrsstärke | Durchschnittliche tägliche Verkehrsstärke | Anteil Schwerlastverkehr | Anteil Schwerlastverkehr | Anteil Schwerlastverkehr |
| Von                         | Nach                           | 2005                                      | 2010                                      | 2015                                      | 2005                     | 2010                     | 2015                     |
| --------------------------- | ------------------------------ | ----------------------------------------- | ----------------------------------------- | ----------------------------------------- | ------------------------ | ------------------------ | ------------------------ |
| AS Dreieck Kassel-Ost (A 7) | AK Kassel-Mitte                | 79 000                                    | 80 600                                    | 89 100                                    | 17,4 %                   | 18,2 %                   | 18,8 %                   |
| AK Kassel-Mitte             | AD Kassel-Süd (A 7)            | 61 800                                    | 62 800                                    | 77 900                                    | 16,4 %                   | 21,0 %                   | 18,0 %                   |
| Autobahnende (K 9)          | AK Kassel-Mitte                | keine Daten                               | 09 000                                    | 07 700                                    | keine Daten              | 14,0 %                   | 20,2 %                   |
| AK Kassel-Mitte             | AS Kassel-Industriepark (A 49) | 32 900                                    | 27 400                                    | 29 300                                    | 13,9 %                   | 14,3 %                   | 16,0 %                   |